# Juan José Arraya
Juan José Arraya (San Salvador de Jujuy, 21 de abril de 1986) é um futebolista argentino que atua como atacante. Atualmente joga pelo Patronato.

## Carreira
Estreou profissionalmente jogando pelo Gimnasia y Esgrima de Jujuy, em 2005. Em seu ano de estréia, marcou 10 gols no Torneo Apertura da Segunda Divisão Argentina, despertando interesse em muitos clubes.
Após curtas passagens por outros clubes do futebol argentino (Juventud Antoniana) e do futebol chileno (Universidad de Concepción), acabou sempre voltando ao seu clube de origem.
Em 2012 transferiu-se para o futebol equatoriano, para disputar a Primeira Divisão do Campeonato Equatoriano pelo Técnico Universitario.

### Portuguesa
No início de 2013, acertou com a Portuguesa. Logo em sua chegada, prometeu ser um 'torcedor em campo'. 
Antes de sua estréia oficial, participou de um jogo-treino no dia 25 de fevereiro de 2013, contra o São Paulo. Neste jogo, marcou o gol que deu a vitória por 1 a 0 para a Portuguesa.
Foi dispensado da Portuguesa, e acertou com o Huracán.

## Títulos
Portuguesa
- Campeonato Paulista - Série A2: 2013